# Zgornje Laze
Zgornje Laze – wieś w Słowenii, w gminie Gorje. W 2018 roku liczyła 62 mieszkańców.